# Zahajki-Kolonia
Zahajki-Kolonia – kolonia w Polsce położona w województwie lubelskim, w powiecie włodawskim, w gminie Wyryki. Obok miejscowości przepływa niewielka rzeka Krynica, dopływ Zielawy.
W latach 1975–1998 miejscowość administracyjnie należała do województwa chełmskiego.
Kolonia jest sołectwem w gminie Wyryki. Według Narodowego Spisu Powszechnego z roku 2011 kolonia liczyła 57 mieszkańców.
Wierni Kościoła rzymskokatolickiego należą do parafii Podwyższenia Krzyża Świętego w Podedwórzu.